# Punta Braccetto, Contrada Cammarana
Punta Braccetto, Contrada Cammarana este o arie protejată (arie specială de conservare — SAC, sit de importanță comunitară — SCI) din Italia întinsă pe o suprafață de 476 ha, integral pe uscat.

## Localizare
Centrul sitului Punta Braccetto, Contrada Cammarana este situat la coordonatele 36°50′30″N 14°27′15″E / 36.841725°N 14.454223°E.

## Înființare
Situl Punta Braccetto, Contrada Cammarana a fost declarat sit de importanță comunitară în septembrie 1995 pentru a proteja 1 specie de plante și 4 specii de animale. Situl a fost protejat și ca arie specială de conservare în martie 2017.

## Biodiversitate
Situată în ecoregiunea mediteraneană, aria protejată conține 12 habitate naturale: Vegetație anuală la limita mareei, Faleze cu vegetație de Limonium spp. endemic de pe coastele mediteraneene, Tufărișuri termo-mediteraneene și de pre-deșert, Râuri mediteraneene cu debit permanent cu specii de Paspalo-Agrostidion și galerii riverane de Salix și de Populus alba, Dune cu vegetație ierboasă Malcolmietalia, Formațiuni scunde de Euphorbia în apropierea falezelor, Dune de pe litoral fixate cu Crucianellion maritimae, Dune mobile cu vegetație embrionară, Tufărișuri halo-nitrofile (Pegano-Salsoletea), Dune de coastă cu Juniperus spp., Tufărișuri halofile mediteraneene și termo-atlantice (Sarcocornetea fruticosi), Dune mobile de-a lungul țărmului cu Ammophila arenaria („dune albe”).
La baza desemnării sitului se află mai multe specii protejate:
- plante (1): Leopoldia gussonei
- păsări (1): prundăraș de sărătură (Charadrius alexandrinus)
- mamifere (1): liliac comun (Myotis myotis)
- nevertebrate (1): Brachytrupes megacephalus
- reptile (1): elaphe situla (Zamenis situla)

Pe lângă speciile protejate, pe teritoriul sitului au mai fost identificate 30 de specii de plante, 2 specii de păsări, 3 specii de amfibieni, 118 specii de nevertebrate, 9 specii de reptile.